# Ícaro Air
Ícaro Air fue una aerolínea fundada en 1971 con sede en Quito, Ecuador. Operaba vuelos de cabotaje de pasajeros bajo el nombre de Ícaro Express y ofrecía además servicios chárter de helicópteros. Su principal centro de operaciones se encontraba en el Aeropuerto Internacional Mariscal Sucre de Quito. En sus mejores años llegó a operar varios aviones a múltiples destinos nacionales e internacionales, sin embargo en 2011 se conoció que la empresa llevaba varios años con problemas económicos que finalmente no pudieron ser superados.

## Historia
La historia de Ícaro Air se puede resumir en sus cuatro décadas de vida de la siguiente manera:

### Década de los 70

#### Inicio de operaciones
El 21 de septiembre de 1971 nace la compañía, inspirados por un grupo de amigos y socios bajo el liderazgo del capitán Guido Saltos y del empresario Luis Gómez. El objeto social inicial fue la actividad de escuela de formación de pilotos y su domicilio, la ciudad de Quito. El inicio de operaciones se realizó utilizando dos avionetas Cessna 150 (matrículas HC-AYC y HC-AYD).
A lo largo de esta primera década de vida, surgen varios inconvenientes, propios del aprendizaje y propios de una operación atípica ya que la escuela de Ícaro era la escuela de formación de pilotos más alta del mundo, debido a que el antiguo aeropuerto Mariscal Sucre de Quito se encontraba a 2800 metros de altura (9200 pies), y la instrucción se realizaba a 12.500 pies. Tras un accidente de la avioneta HC-AYC en 1973, se incorporó una tercera Cessna 150 (HC-AYP) la misma que posteriormente también se accidentaría el 24 de septiembre de 1977, falleciendo sus dos ocupantes.
Posteriormente se adquirieron una Champion 7 Citabria (HC-AYQ) y una Cessna 172 (HC-BAP), las cuales se accidentaron juntas el 22 de diciembre de 1980, cerca del sector de Malchinguí, al noreste de Quito, debido a indisciplina de vuelo por parte de los novatos pilotos quienes salieron a jugar, violando los procedimientos de la escuela e incluso burlando la seguridad del antiguo terminal aéreo. En aras de fomentar la aviación como un deporte, la escuela también adquirió en Miami una nueva aeronave tipo Champion 8 Decathlon, para realizar acrobacia aérea; esta sin embargo, operó solamente hasta 1979.
En 1978 Ícaro adquirió una aeronave Cessna 172 nueva de fábrica, ensamblada en Colombia cuya matrícula fue HC-BFQ. En 1979, Ícaro adquirió un Cessna 172 matrícula HC-BAS, esta se convertiría en uno de los aviones símbolos de la escuela debido a que en los momentos más difíciles por los que esta atravesó, la HC-BAS sostuvo la economía de Ícaro.  

### Década de los 80

#### Escuela de pilotos
Luego del accidente ocurrido el 22 de diciembre de 1980 con las aeronaves Champion 7 Citabria (HC-AYQ) y una Cessna 172 (HC-BAP), Ícaro logró conseguir la aprobación por parte de la Dirección General de Aviación Civil, para arrendar un nuevo avión tipo Rockwell Commander 112 (HC-BHT,) perteneciente a un oficial de la policía del Ecuador.  El 3 de abril de 1981 durante un vuelo de instrucción en este avión Commander 112, el gerente de la compañía y accionista quien se desempeñaba también como instructor de vuelo, cap. Guido Saltos, junto a su alumno piloto, un respetado empresario de origen holandés apellidado Vanmasdick, tuvieron una emergencia luego de nivelar a 11.000 pies en el valle ubicado al este de la ciudad de Quito, cuando el motor de la aeronave se apagó. La emergencia la realizó el cap. Saltos sobre un terreno baldío, resultando los dos ocupantes ilesos, y la aeronave golpeada. Las investigaciones concluyeron que hubo presencia de azúcar en el combustible, presumiblemente debido a un sabotaje que no llegó a esclarecerse.
Debido a la precaria situación de Ícaro al haber perdido tres de sus aeronaves en un lapso de 3 meses y medio y, gracias a una gestión realizada por el cap. Guido Saltos en su afán por mantener a flote la compañía, intercedió ante el comandante general de la Fuerza Aérea Ecuatoriana (FAE) de aquel entonces, general Héctor Vásconez, a fin de que la FAE entregara en donación aeronaves a los distintos centros de entrenamiento y Aeroclubes del país; efectivamente dicha petición fue aprobada por el General Vázconez quien apoyó al crecimiento y desarrollo de los centros de instrucción a nivel nacional; Ícaro como parte de este aporte realizado por la Fuerza Aérea, recibió 2 aeronaves de tipo Cessna T41 D (HC-BJI y HC-BJH). La primera continuó en operación hasta los días finales de Ícaro en octubre del año 2011 y la segunda se accidentó en un vuelo de entrenamiento el 22 de mayo de 1990 sobre el Aeropuerto Chachoán de la ciudad de Ambato mientras efectuaba un vuelo de instrucción.

#### Taxi aéreo
A finales de la década de los 70 e inicios de los 80, Ícaro obtuvo por parte de la Dirección General de Aviación Civil del Ecuador, un permiso de operación para efectuar operaciones de transporte de pasajeros y carga de forma combinada en la modalidad chárter. Debido a la alta demanda de este servicio por parte del sector petrolero principalmente, Ícaro fue uno de los medios más importantes que atendió y satisfizo dicha demanda. Para el inicio de operaciones en esta modalidad, Ícaro adquirió un avión tipo Rockwell Shrike Commander 500 S. (HC-BHN). Posteriormente, en los años 1984 y 1988, se incorporaron a la flota dos aviones Commander 690 A, con capacidad para 8 pasajeros cada uno.

#### Servicio de helicópteros
En el año de 1984, Ícaro obtuvo por parte de la autoridad aeronáutica, un nuevo permiso de operación en adición a los ya existentes hasta aquel momento, este permiso fue otorgado con la finalidad de que la compañía pudiese realizar operaciones de trabajos aéreos especializados con helicópteros es decir para realizar operaciones con carga externa y transporte de pasajeros también. Para esto Ícaro había concretado un joint-venture con una de las compañías de helicópteros más grandes del mundo en aquel entonces, Heli Union con sede en París. En conjunto participaron ambas empresas en varias licitaciones petroleras, ganando algunos contratos para realizar actividades de sísmica en la región amazónica. Esta alianza llevó a Ícaro a incorporar una flota de cerca de 12 helicópteros entre Alouette III, Puma SA 330-J y un avión DHC-6 Twin Otter(HC-BNY). De toda la flota, solamente cuatro helicópteros Alouette fueron de propiedad de Ícaro mientras que el resto fueron arrendados a sus socios franceses.

### Década de los 90

#### Escuela de pilotos
ICARO, incorporó en el año 1992 una aeronave tipo Cessna XP (HC-BRV), en reemplazo de la Cessna T41D accidentada en mayo de 1990. Es así que la flota de entrenamiento se mantuvo con dos aeronaves, siendo, estas la HC-BJI y la nueva HC-BRV. Esta última durante un vuelo de instrucción la noche del 3 de diciembre de 2002, se accidentó en las estribaciones del Pichincha, falleciendo sus dos ocupantes.

#### Taxi aéreo
En el año de 1992 varios planes dieron lugar a un cambio radical en la imagen corporativa de Ícaro, mediante el diseño de nuevos colores y un nuevo logotipo más simplificado pero más colorido a su vez, manteniendo siempre la imagen del mítico personaje griego, Ícaro .Estrenando una nueva imagen corporativa, Ícaro adquirió un avión de mayor capacidad para pasajeros y carga, siendo el escogido el Beechcraft Super King Air 200 con modificación Catpass el cual reemplazaría a uno de los Turbo Commander, al HC-BMI. Este nuevo avión cuya capacidad era para 13 pasajeros, fue uno de los preferidos de los clientes. Su matrícula, HC-BSR (posteriormente, en 1998, se exportó este avión y luego se volvió a importar con matrícula HC-CAD). En el mismo año de 1992, Ícaro participó y le fue adjudicado un contrato con la compañía petrolera MAXUS, para la provisión del servicio para transporte de pasajeros entre Quito y el Coca. Se incorporó el avión Dash-8-102 (HC-BSX) con capacidad para 34 pasajeros. Su operación duró muy poco tiempo (un año y medio aproximadamente) debido a los altos costos operativos y restricción en el uso por parte de Maxus a Ícaro, lo cual llevó a dar por terminado el contrato de mutuo acuerdo entre las partes. 
En el año de 1996 Ícaro adquirió al Filanbanco de Ecuador, un avión Turbo Commander de matrícula HC-BPX, manteniendo así una flota de 3 aviones: 2 Commander 690A y un Beechcraft 200 Catpass. En el año de 1998, Ícaro firmó un contrato con la compañía Downtown Airpark de Oklahoma City para que realizaran el programa de conversión Grand Reinassance en el avión Turbo Commander HC-BPX. El avión Grand Reinassance de Ícaro fue el primero en ser entregado en Sudamérica con esa conversión. El financiamiento de este programa se realizó a través del Eximbank con garantía del Filanbanco de Ecuador. En ese mismo año de 1998, Ícaro inició negociaciones con Raytheon Aircraft en Wichita y adquirió bajo la modalidad de alquiler con opción a compra, un avión Beechcraft 1900 D con capacidad para 19 pasajeros. Su matrícula fue HC-BYO. En ese mismo año fue vendido el Commander HC-BPF.

#### Helicópteros
En el año de 1997 Ícaro adquirió un helicóptero Bell 206 (HC-BXA) y posteriormente, en 1998, incorporó un segundo Bell 206 (HC-BYQ). Este último se accidentó en la laguna de Ayllón cantón Sigsig, provincia del Cañar, el 17 de mayo de 1999 mientras realizaba actividades de exploración con un equipo de extranjeros cuya base de operaciones se había establecido en una hostería en Gualaceo provincia del Azuay en Ecuador. No hubo pérdidas humanas pero existe un video que captó el instante mismo del accidente el cual luego de las investigaciones concluyó que fue consecuencia de la pérdida de eficiencia en el rotor de cola debido a la altura en la que este operaba.
A finales de la década de los 90, Ícaro participó en una licitación que invitó la compañía petrolera norteamericana Oxy, ganando la licitación tanto de aviones como con helicópteros. Ícaro nuevamente estableció un joint-venture con Heli Union de Francia y también con las compañías Columbia Helicopters de Portland y Canadian Helicopters International CHC de Vancouver con quienes mantuvo relación por más de una década. Para el cumplimiento del contrato, se incorporaron en el año de 1999, un helicóptero Boeing Vertol Chinook 234 (HC-BYF), propiedad de Columbia Helicopters, un helicóptero Eurocopter Puma SA330J (HC-BYP), propiedad de Heli Union y un helicóptero Bell 212, propiedad de CHC International.

#### Nuevas líneas de negocio
Ícaro en 1996 incursionó en el negocio de abastecimiento de combustibles de aviación en calidad de distribuidor y posteriormente comercializador, aprobado por el ente regulador respectivo. Ícaro abasteció a importantes clientes por más de una década.

### Siglo XXI
Para la entrada del nuevo siglo, Ícaro se había consolidado fuertemente en el servicio de vuelos chárter y helicópteros, sin embargo, las proyecciones de crecimiento seguían siendo sostenidas para todas las áreas existentes excepto para la escuela de pilotos. Se vislumbraba una perspectiva para el desarrollo de nuevas líneas de negocio tales como: Servicio de correo y carga y lo que sería el mayor proyecto hasta ese momento desarrollado, convertir a la compañía en la segunda mayor aerolínea del país.
Consolidación del servicio con helicópteros
Con un eficiente cumplimiento de contrato con la compañía Oxy, Ícaro ganó un segundo contrato con la petrolera Italiana Agip Oil en el año 2003, incorporando a la flota de helicópteros un segundo Boeing Vertol Chinook 234 (HC-CAW )y un Bell 212 para transporte de pasajeros. Igualmente Ícaro estableció un joint-venture con la empresa chilena Copters, a través de la cual incorporó a la flota de helicópteros pequeños, dos helicópteros Eurocopter AS350 AS 350 BA y 350 B2, más un helicóptero Bell 206 B para actividades de sísmica. Ícaro decidió posteriormente sustituir los equipos Bell 206, por equipos de vuelo AS 350 BA adquiriendo de esta manera dos helicópteros (HC-CDK y HC-CEC); estos serían luego vendidos a la compañía Airlift S.A. como parte del proceso de escisión. En el año 2005 Ícaro ganó una licitación con la compañía petrolera AEC, para proveer de un tercer helicóptero tipo Bell 212 en Tarapoa.

#### Nacimiento de Ícaro Express
Con el fortalecimiento de área de vuelos chárter, operando con un exitoso avión como lo era el Beechcraft 1900 D, Ícaro decidió vender el Beechcraft Super King Air 200 Catpass, y en su reemplazo adquirió un segundo Beechcraft 1900 D Ailriner de fábrica. Las negociaciones nuevamente se concretaron con Raytheon Aircraft a mediados del año 2000, y el segundo Beechcraft 1900 D de matrícula HC-CAO se incorporó a la flota, convirtiéndose la flota de Ícaro, en la más nueva del país.

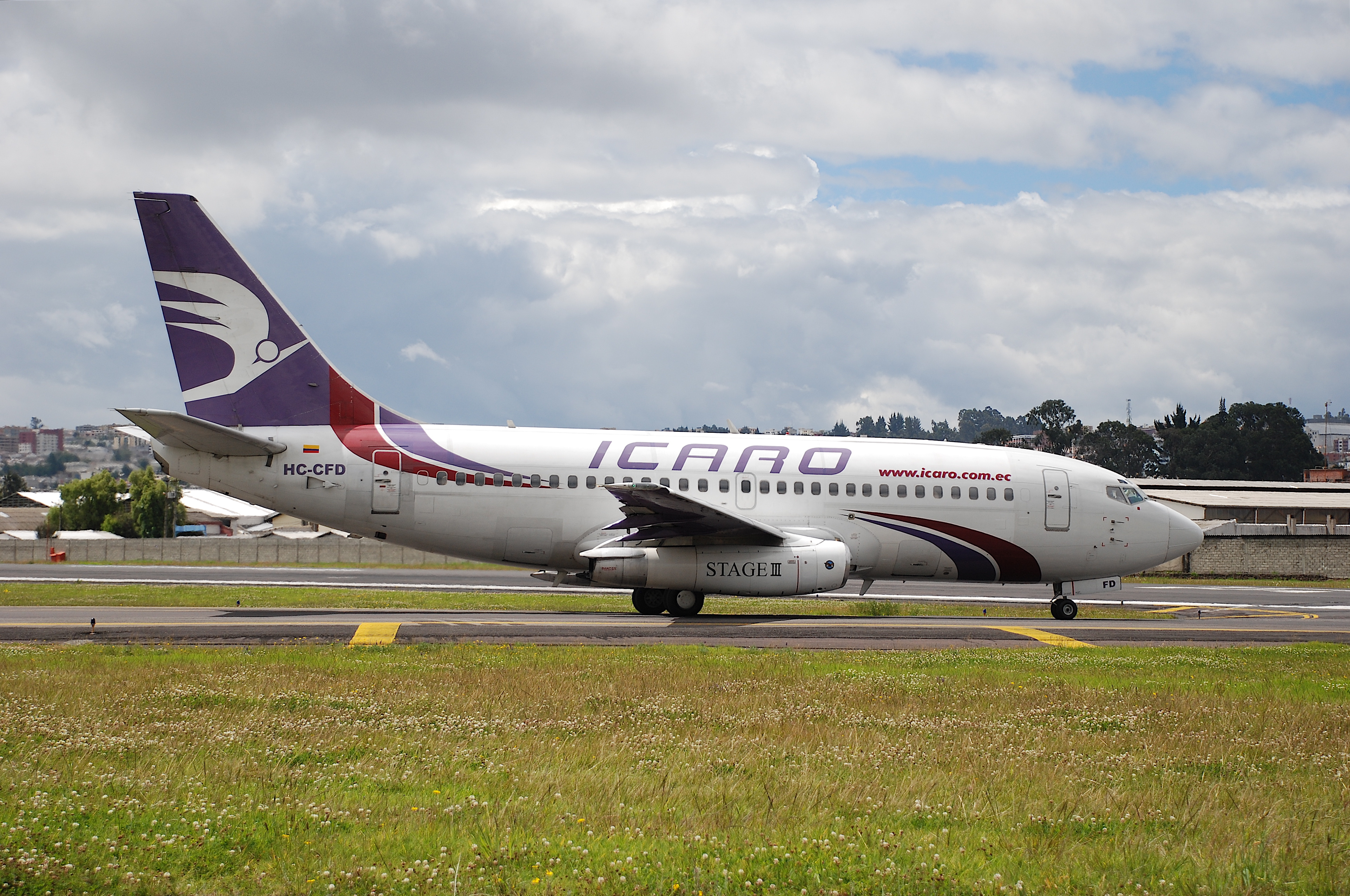
Boeing 737-200 (HC-CFD) de Ícaro Air en el Antiguo Aeropuerto Internacional Mariscal Sucre (2008)

Con 2 aviones Beechcraft 1900 D y un turbo Commander Grand Renaissance, Ícaro decidió dar un giro a su negocio que lo había llevado exitosamente a lo largo de tres décadas, decidiendo convertir la operación en vuelos regulares de itinerario para competir con la aerolínea estatal TAME, quien mantenía su monopolio en el mercado doméstico hasta ese momento; es así que Ícaro el 17 de noviembre de 2001, inauguró su primera ruta regular bajo la marca de Ícaro Express, cubriendo la ruta Quito-Loja-Quito la cual en apenas dos meses de operación, pasó a mantener niveles del 90% de ocupación; seguidamente en el transcurso de apenas un año se inauguraron también las siguientes rutas: 
| Destinos                                                                             | Aeropuerto                                      | Desde           |
| ------------------------------------------------------------------------------------ | ----------------------------------------------- | --------------- |
| Esmeraldas, Esmeraldas                                                               | Aeropuerto Coronel Carlos Concha Torres         | Desde UIO       |
| Guayaquil, Guayas                                                                    | Aeropuerto Internacional José Joaquín de Olmedo | Desde UIO       |
| Lago Agrio, Sucumbíos                                                                | Aeropuerto de Nueva Loja                        | Desde UIO       |
| Machala, El Oro                                                                      | Aeropuerto General Manuel Serrano - Machala     | Desde UIO       |
| Manta, Manabí                                                                        | Aeropuerto Internacional Eloy Alfaro            | Desde UIO       |
| Puerto Francisco de Orellana (Coca), Orellana                                        | Aeropuerto Francisco de Orellana                | Desde UIO       |
| Catamayo, Loja                                                                       | Aeropuerto Ciudad de Catamayo                   | Desde UIO y GYE |
| Cuenca, Azuay                                                                        | Aeropuerto Internacional Mariscal La Mar        | Desde UIO y GYE |
| [[Archivo:\|20x20px\|border\|Bandera de Santa Elena (Ecuador)]] Salinas, Santa Elena | Aeropuerto General Ulpiano Páez                 | Desde GYE       |
| Quito, Pichincha                                                                     | Aeropuerto Internacional Mariscal Sucre         | HUB             |

#### Nacimiento de Ícaro Air tras los atentados del11-S
Luego de los ataques terroristas del 11 de septiembre de 2001 en los Estados Unidos, la industria de la aviación sufrió un colapso en todos los niveles, habiendo dos afectados principales: las grandes aerolíneas y las compañías de arrendamiento de aviones, incluyendo los bancos. La quiebra de aerolíneas y otras que intentaban sobrevivir a la crisis, comenzaron devolviendo muchos aviones que mantenían en leasing, lo cual llevó a la industria a tener sobreoferta de aeronaves en el mercado, causando automáticamente el desplome de los precios para compra o para arriendo, es decir, surgió un boom que beneficiaría principalmente a las aerolíneas pequeñas en crecimiento, siendo Ícaro una de estas que aprovecharía esa gran oportunidad para crecer. 
Ícaro cambia por segunda vez desde su fundación, su imagen corporativa y logotipo y desarrolla un proyecto para lanzar el servicio de vuelos regulares Ícaro con aviones tipo Fokker F-28 MK-4000 con capacidad para 69 pasajeros los cuales fueron operados por la aerolínea Horizon Air.  Es así que a finales del año 2001, el primer avión Fokker F-28 MK 4000 (HC-CDA) fue adquirido por la compañía. La llegada de este primer avión Fokker F-28 a Ícaro marcó un cambio importante en la aviación ecuatoriana.
Ícaro inauguró el 14 de mayo de 2002 su nuevo servicio de vuelos regulares utilizando el Fokker F-28, cubriendo con cuatro  frecuencias diarias la ruta Quito-Guayaquil-Quito. Pocos meses después se incorporó un segundo Fokker F-28 MK-4000 (HC-CDG).
El turbo Commander Grand Renaissance HC-BPX, fue vendido para poder financiar el crecimiento de la flota, y se negociaron en el año 2003 dos aviones adicionales del mismo tipo Fokker F-28 MK-4000 (HC-CDT y HC-CDW), ambos pintados con novedosos esquemas de pintura.

#### Nueva línea de negocio de carga y correo
A inicios de la década, en el año 2000, Ícaro adquirió acciones en la compañía EQ Global S. A. convirtiendo a ésta en un negocio de administración de carga y correo, siendo EQ Global uno de los aliados más importantes para Ícaro debido a su eficiente administración.

#### Escisión de la compañía Ícaro
Tras un importante crecimiento en la oferta aérea nacional, y tras un necesario cambio estructural de la empresa, Ícaro había decidido dar prioridad al crecimiento sostenido de la aerolínea; es así que se lleva a cabo una junta general de accionistas en el año 2002, donde entre otras cosas se reformaron los estatutos de la compañía, cambiando el órgano administrativo y creando un directorio. Además se resolvió iniciar una escisión corporativa, para crear nuevas empresas que dieran lugar a una administración independiente de Ícaro y que fueran autosustentables con posibilidad de buscar inversión directa a través de la venta de sus acciones.
Es así que en los años posteriores, se constituyeron las siguientes compañías:
1. AEROTRAINING S.A, año 2002, la cual administraría la escuela de formación de pilotos
2. AIRLIFT S.A, año 2005, la cual pasaría a administrar el servicio de helicópteros.
3. AIR FUEL & HANDLING, la cual administraría el negocio de abastecimiento de combustibles de aviación.

#### Expansión de nuevas rutas y devolución de los Beechcraft 1900D
Al contar la Aerolínea con 4 aviones tipo Fokker F-28, los cuales triplicaban la capacidad de los Beechcraft 1900D, y debido a los altos costos financieros con los que la compañía incurría al operar estos pequeños aviones, Ícaro devolvió estos aviones a Raytheon Aircraft a mediados del año 2004, quedándose únicamente la compañía únicamente con los aviones Fokker F-28.

#### Inicio de operaciones con los Boeing 737-200
En el año 2005, dada la agresiva competencia de la aerolínea AeroGal y debido a la alta demanda con perspectivas de iniciar operaciones a las Islas Galápagos, ICARO llegó a un acuerdo para arrendar con opción a compra un avión Boeing 737-200 (HC-CFD, ex British Airways), con capacidad para 113 pasajeros, negociado directamente con la compañía Safair de Sudáfrica. El primer avión llegó a Quito en octubre de 2005 e inició operaciones en corto tiempo. Un año después llegaría a Quito el segundo Boeing 737-200, con matrícula HC-CFL.

#### Accidente del Fokker F-28 (HC-CDA)
El día jueves 7 de abril de 2005, el avión Fokker F-28 (HC-CDA) durante la fase de aterrizaje en el Aeropuerto Francisco de Orellana de la ciudad del Coca, tocó ruedas 4,5 metros antes del inicio de la pista, causando la rotura del tren principal izquierdo con la consecuente salida a un costado de la pista. Las conclusiones del accidente determinaron fallo en la tripulación. No hubo perdidas humanas ni heridos, sin embargo la aeronave fue declarada siniestro total. Los restos de la aeronave fueron vendidos a un reconocido hotel de la ciudad del Coca para su uso como objeto turístico.

#### Venta de los Fokker F-28
Tras el accidente del avión HC-CDA y tras la incorporación de los nuevos Boeing 737-200, la compañía decidió iniciar la venta de los aviones Fokker, por lo cual se negociaron tanto el HC-CDG, como también el HC-CDW; la compañía únicamente se quedó con el Fokker de matrícula HC-CDT, el cual sería luego bautizado como “Canario uno” tras haber firmado un acuerdo con el equipo de fútbol Barcelona Sporting Club.

#### Incorporación del Boeing 737-200C para carga
En junio del año 2009, Ícaro incorporó a su flota un avión tipo Boeing 737-200 Cargo (HC-CFY,) con el cual inauguró operaciones de carga desde Ecuador hacia Colombia, Curazao, y Panamá entre otros países. Además fue parte importante en la ayuda humanitaria que prestó la empresa privada de Ecuador, encabezada por Diario Hoy e Ícaro, al pueblo de Haití, luego del terremoto que devastó ese país en enero de 2010. Posteriormente en junio del mismo año tras la imposición por parte del gobierno ecuatoriano con aranceles hacia productos importados, se restringieron las importaciones hacia Ecuador, llevando a Ícaro a perder competitividad con el negocio de carga y obligando a esta a llevar su avión a Bogotá para ser arrendada a la aerolínea de carga CV Cargo.

#### Auditoría a la compañía, cambios legislativos y quiebra
En el año 2009 funcionarios del SRI iniciaron una auditoría a Ícaro por el año fiscal 2004 y 2005 concluyendo con que la compañía debía el valor de aproximadamente 18.000.000$ en concepto de la cantidad adeudada, multas, intereses y un recargo del 20%, mediante la confiscación de bienes muebles, inmuebles y retención de fondos.
El 24 de octubre del año 2008, el presidente de la República del Ecuador Rafael Correa, emitió un decreto mediante el cual obligó a las aerolíneas a renovar su flota con aeronaves construidas a partir del año 1990, todo esto en un lapso de 18 meses a partir de la emisión del decreto mencionado. Pasado ese tiempo, las dos aerolíneas privadas que operaban en ese momento, Ícaro y Aerogal, se encontraban con problemas financieros, pero Aerogal había llegado a un acuerdo con el consorcio internacional Avianca-Taca para ser adquirida por éste. Ícaro fue la única aerolínea que no pudo renovar su flota, y terminó perdiendo el subsidio de combustible, compitiendo frente a las aerolíneas, LAN Ecuador, TAME y Aerogal-Avianca con diferencia de más de 3$ en desventaja por cada galón de combustible.
La compañía entró en liquidación en junio de 2011, cuando pidió a la Superintendencia de Compañías de Ecuador su disolución. También se le revocaron las frecuencias que tenía a Guayaquil y Galápagos.
Según un informe de la Contraloría General del Estado, su presidente, Guido Gualberto Saltos Martinez, dejó de trasferir al Estado ecuatoriano 783 mil dólares de impuestos recaudados, por lo que Saltos fue llamado a juicio por el delito de peculado y sus bienes congelados. A este proceso se suman demandas laborales y por injurias contra Saltos, que se tramitan en la provincia de Pichincha y que hasta el momento (ene/2023) se encuentran sin la ejecución de sus respectivas sentencias debido a que los juicios se realizaron de manera personal en contra del ciudadano quien se encuentra prófugo en Miami. A todos los involucrados en este juicio los absolvieron excepto al Cap. Guido Saltos. Ícaro y la DGAC establecieron un acuerdo de pagos, el cual fue garantizado por la compañía ICARO mediante el embargo de un helicóptero que superaba el valor de la deuda. El convenio de pagos fue cumplido en el 100% por la compañía extinguiendo toda deuda, razón por la cual se levantó el embargo.

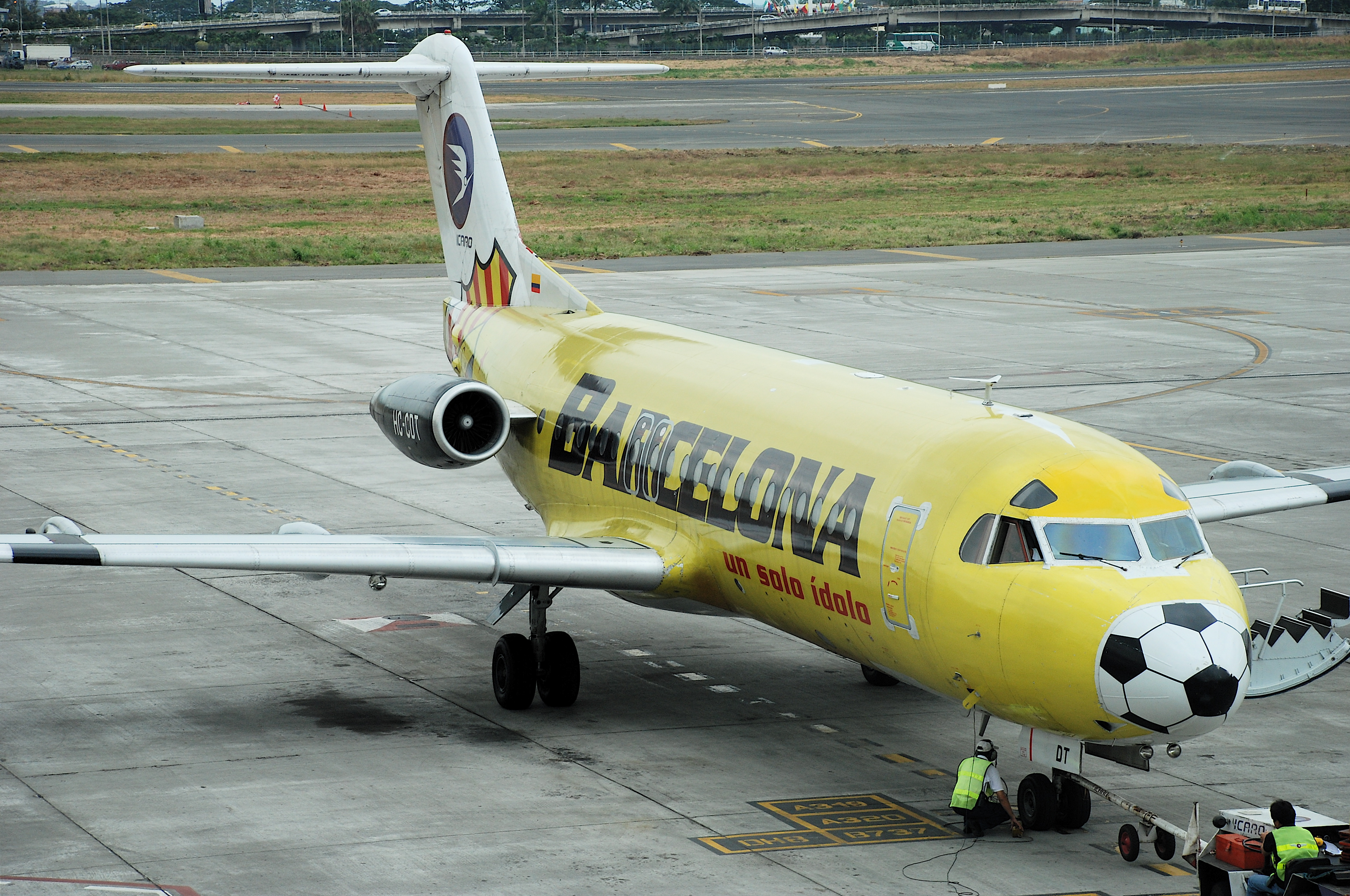
Fokker F28 Fellowship (HC-CDT) de Ícaro Air, con los colores del Barcelona Sporting Club, en el Aeropuerto Internacional José Joaquín Olmedo de Guayaquil (2008)

## Antiguos destinos
| Países   | Destinos                                      | Aeropuertos                                     | Notas     |
| -------- | --------------------------------------------- | ----------------------------------------------- | --------- |
| Ecuador  | Quito, Pichincha                              | Aeropuerto Internacional Mariscal Sucre         | HUB       |
| Ecuador  | Manta, Manabí                                 | Aeropuerto Internacional Eloy Alfaro            | Desde UIO |
| Ecuador  | Puerto Francisco de Orellana (Coca), Orellana | Aeropuerto Francisco de Orellana                | Desde UIO |
| Colombia | Bogotá, Cundinamarca                          | Aeropuerto Internacional El Dorado              | Desde UIO |
| Colombia | Cali, Valle del Cauca                         | Aeropuerto Internacional Alfonso Bonilla Aragón | Desde UIO |
| Colombia | Leticia, Amazonas                             | Aeropuerto Internacional Alfredo Vásquez Cobo   | Desde UIO |

## Antigua flota
La flota de Ícaro Air estuvo compuesta por los siguientes aviones y helicópteros:
| Aeronave                             | Número | Introducido | Retirado | Matrículas                              |
| ------------------------------------ | ------ | ----------- | -------- | --------------------------------------- |
| Aérospatiale SA330 Puma              | 8      | 1984        | 2007     |                                         |
| Bell 206                             | 4      | 1997        | 2006     | HC-BYQ, HC-BXA, HC-CDK y HC-CEC         |
| Bell 212                             | 2      | 1999        | 2010     |                                         |
| Beechcraft 1900D                     | 2      | 1998        | 2004     | HC-BYO                                  |
| Beechcraft Super King Air 200        | 1      | 1993        | 2001     | HC-BSR (re-reg. HC-CAD)                 |
| Boeing 737-200                       | 3      | 2005        | 2011     | HC-CJI, HC-CFD y HC-CFL                 |
| Boeing 737-200C                      | 1      | 2009        | 2010     | HC-CFY                                  |
| Boeing Vertol 234                    | 2      | 1999        | 2010     | HC-BYF y HC-CAW                         |
| Cessna T41 D                         | 2      | 1980        | 2011     | HC-BJI y HC-BJH                         |
| Cessna 150                           | 3      | 1971        | 1980     | HC-AYC, HC-AYP y HC-AYD                 |
| Cessna 172                           | 4      | 1977        | 2002     | HC-AYP, HC-BAS, HC-BRV y HC-BFQ         |
| Champion 7 Citabria                  | 1      | 1977        | 1980     | HC-AYQ                                  |
| Champion 8 Decathlon                 | 1      | 1978        | 1979     |                                         |
| De Havilland Canada DHC-6 Twin Otter | 1      | 1987        | 1988     | HC-BNY                                  |
| De Havilland Canada DHC-8-100        | 1      | 1993        | 1994     | HC-BSX                                  |
| De Havilland Canada DHC-8-200        | 1      | 2006        | 2008     | HC-CFK                                  |
| Eurocopter AS350                     | 4      | 2003        | 2010     | HC-CDK y HC-CEC                         |
| Fokker F28 Fellowship                | 4      | 2002        | 2010     | HC-CET, HC-CDG, HC-CDW, HC-CDT y HC-CDA |
| Rockwell Commander 112               | 1      | 1980        | 1981     | HC-BHT                                  |
| Rockwell Commander 690 A             | 3      | 1984        | 2002     | HC-BMI, HC-BPF y HC-BPX                 |
| Rockwell Shrike Commander 500 S      | 1      | 1981        | 1988     | HC-BHN                                  |
| Sud-Aviation SA316 Alouette III      | 4      | 1984        | 1990     |                                         |

## Planes de reactivación
La compañía Ícaro tuvo dos planes para reactivarse y solventar las causales que según la Superintendencia de Compañías, llevaron a su disolución de oficio. Estos planes fueron:
a) Operación dentro de Cuba con la compañía Aero Caribbean S. A. El 20 de junio de 2011, Ícaro S.A suscribió en La Habana, un contrato de arrendamiento con la aerolínea Aero Caribbean S. A., con lo cual Ícaro proveería de una aeronave Boeing 737-200 con tripulación ecuatoriana incluida bajo la modalidad de wet lease, a fin de cubrir la operación regular doméstica e Internacional de Aero Caribbean S. A. Esta operación requería de la autorización del Consejo Nacional de Aviación Civil del Ecuador, presidida por el Carlos Jácome, quien prohibió que se otorgue dicha autorización a Ícaro S. A.
b) Participación de inversionista extranjero para la adquisición del 48% del capital accionario de Ícaro S. A. El 10 de septiembre de 2011 y tras varios meses de negociaciones, firmaron un acuerdo de entendimiento (MOU), el presidente de Ícaro S. A, cap. Guido Saltos y el presidente de la compañía mexicana Global Air, Manuel Rodríguez. Dicho acuerdo consistía principalmente en la inyección de capital fresco a la compañía, así como también en la renovación de la flota de aviones. Tras la intervención del primer liquidador de Ícaro, Darwin Jaramillo, el inversionista perdió interés en capitalizar Ícaro, y tiempo después decidió establecer su propia aerolínea Sudaeroecuador S. A. en asociación con el ex primer liquidador de ICARO y exdelegado de la Superintendencia de Compañías, Darwin Jaramillo. 
Actualmente la compañía Ícaro S.A. En Liquidacion (1790006344001) funciona como una compañía dedicada a actividades inmobiliarias (Según la Clasificación Internacional Industrial Uniforme (CIIU), corresponde a las siglas L68).

## Accidentes e incidentes
- El 7 de abril de 2005 un avión Fokker F28 Fellowship (HC-CDA) de Ícaro Air procedió a aterrizar en el Aeropuerto Francisco de Orellana, sin embargo el F-28 aterrizó 4,5 metros antes de la pista y golpeó el borde elevado del umbral de la pista. Continuó durante 112 metros antes de virar a la izquierda fuera de la pista. El avión recorrió otros 263 metros patinando hasta detenerse contra la pared de un edificio de la empresa. La investigación reveló que los pilotos pensaron que la pista de Coca era corta. Para poder detener el avión en la pista sin un uso excesivo de los frenos, decidieron aterrizar lo más cerca posible del umbral. El avión quedó irreparable y no hubo víctimas entre las 60 pasajeros y 5 tripulantes a bordo.[8]
- El 22 de septiembre de 2008 un avión Fokker F28 Fellowship (HC-CDT) perteneciente a Ícaro Air, que tomó pista a las 16:16 horas para cumplir con su segundo vuelo del día en la ruta Quito-Coca-Quito, abortó el despegue debido a una alarma de fuego en el compartimento de carga delantero. El capitán del avión frenó en primera instancia, se dio cuenta de que el origen de la alarma no era un incendio, volvió a acelerar y al ver la cercanía del final de la pista y la falta de velocidad para elevación intentó detener el avión, no pudo frenar a tiempo, se salió de la pista e impactó en la antena ILS de la cabecera norte del Aeropuerto Internacional Mariscal Sucre. El avión quedó irreparable y no hubo ninguna víctima mortal entre los 62 pasajeros y 4 tripulantes.[9]